# Selenisa lanipes
Selenisa lanipes là một loài bướm đêm trong họ Erebidae.